# Jan Biernat
Jan Biernat (ur. 21 czerwca 1909 w Rabie Niżnej, zm. 8 października 1989 we Wrocławiu) – polski chemik, specjalizujący się w polarografii, nauczyciel akademicki, związany z uczelniami we Wrocławiu i Opolu.

## Życiorys
Po ukończeniu szkoły powszechnejw Rabie Niżnej uczęszczał do gimnazjum w Nowym Targu. Maturę zdał w roku 1929, po czym studiował chemię na Politechnice Lwowskiej. Następnie pracował jako asystent na macierzystej uczelni, dość blisko współpracując ze słynnym kartografem Eugeniuszem Romerem. Po zakończeniu II wojny światowej osiadł w 1945 roku we Wrocławiu oraz podjął pracę na Uniwersytecie i Politechnice Wrocławskiej. Potem odbył staż naukowy u prof. Jaroslava Heyrovskiego w Pradze. Pracę doktorską wykonał pod kierunkiem prof. Bogusławy Jeżowskiej-Trzebiatowskiej w 1960 roku. Następnie otrzymał kolejno tytuły doktora habilitowanego w 1964 oraz profesora nadzwyczajnego  w 1982.
Na przełomie lat 60. i 70. XX wieku zasłynął głównie dzięki teoretycznemu opracowaniu zagadnienia oznaczonych stałych trwałości dla polagraficznie całkowicie nieodwracalnych procesów elektrodowych, które w fachowej literaturze zyskały miano równania Biernata.
Na opolskiej Wyższej Szkole Pedagogicznej był twórcą Zakładu Chemii, który wyodrębnił się z Katedry Fizyki. Tworząc zalążki nowego zakładu ściśle współpracował z mgr inż. Władysławem Baranem. W 1964 roku zorganizował na WSP Katedrę Chemii Nieorganicznej. Pełnił funkcję prodziekana, a następnie dziekana Wydziału Matematyki, Fizyki i Chemii WSP. W latach 1970–1972 był prezesem Opolskiego Oddziału Polskiego Towarzystwa Chemicznego. Pochowany został na Cmentarzu Grabiszyńskim we Wrocławiu.

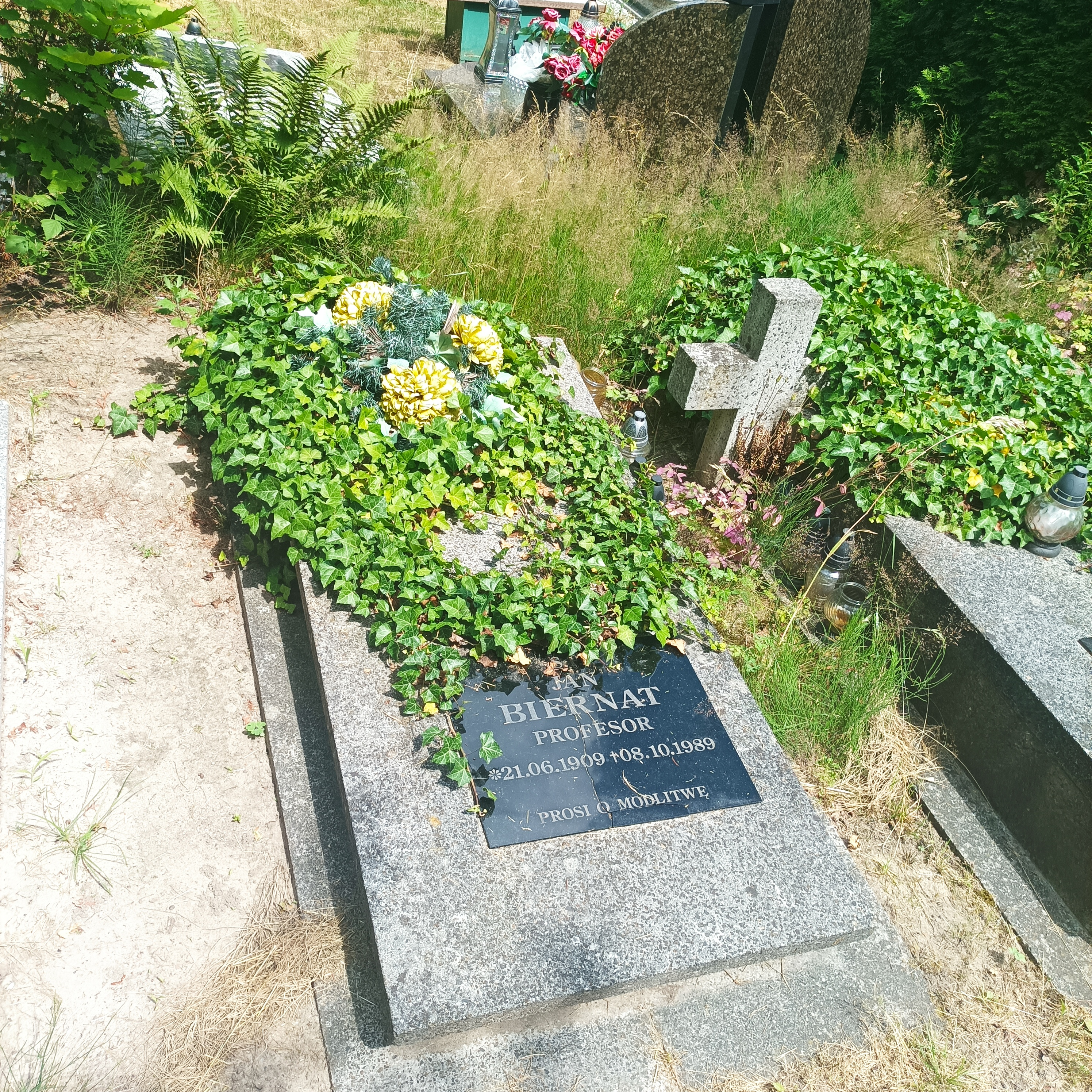
Grób prof. Jana Biernata na Cmentarzu Grabiszyńskim